# Miltochrista dentata
Miltochrista dentata là một loài bướm đêm thuộc phân họ Arctiinae, họ Erebidae.